# 悉尼鎮區 (密歇根州)
悉尼鎮區（英語：Sidney Township）是位於美國密歇根州蒙卡爾姆縣的一個行政鎮區。

## 地方資料
悉尼鎮區的面積為90.70平方千米，當中陸地面積為87.90平方千米，而水域面積為2.80平方千米。根據2020年美國人口普查的數據，當地共有人口2538人，而人口密度為每平方千米27.98人。